# Герцен Генріх Іванович
Герцен Генріх Іванович (нар. 21 січня 1945) — український науковець.

## Біографічні відомості
Герцен Генріх Іванович народився 21.01.1945 р. у м. Свердловськ (Єкатеринбург), Росія у родині Герцена Івана Генріховича.
1962—1968 рр. навчання на лікувальному факультеті Одеського медичного інституту імені М. І. Пирогова.
1970 р. захистив кандидатську дисертацію «Вплив нікотинової кислоти на регенерацію кісткової тканини».
1975 р. перейшов на роботу в Київський інститут удосконалення лікарів, зараз Національна медична академія післядипломної освіти імені П. Л. Шупика, на посаду асистента кафедри травматології і ВПХ (зараз кафедра ортопедії і травматології № 1).
1978 р. переведений на посаду доцента цієї ж кафедри.
1980 р. захистив докторську дисертацію «Ускладнення хірургічного лікування вродженого звиху стегна у підлітків і дорослих».
1989 р. переведений на посаду професора кафедри.
З 2001 р. до теперішнього часу — завідувач кафедри ортопедії і травматології № 1.

## Освіта
1968 р. з відзнакою закінчив Одеський медичний інститут імені М. І. Пірогова. Учитель і науковий керівник — професор Я. Б. Максимович, завідуючий кафедри фармакології Одеського медичного інституту імені М. І. Пирогова.

## Захист дисертаційних робіт
25.12.1970 р — захистив кандидатську дисертацію на тему «Вплив нікотинової кислоти на регенерацію кісткової тканини» за спеціальністю 14.01.21 — травматологія та ортопедія, науковий керівник — професор В. І. Іванов.
12.04.1980 р. захистив докторську дисертацію на тему «Ускладнення хірургічного лікування вивиху стегна у підлітків і дорослих» за спеціальністю 14.01.21 — травматологія та ортопедія, наукові консультанти — професор В. М. Левенець, професор І. І. Талько

## Лікувальна і наукова діяльність
Керівник баз кафедри ортопедії і травматології № 1 НМАПО імені П. Л. Шупика: клініка ортопедії і травматології 6 МКЛ Києва, де проводяться клінічні конференції, обходи, розбори і консультації хворих. Виконує до 150 хірургічних втручань у рік.

## Сфера наукових інтересів
Ендопротезування суглобів, остеопоротичні і перипротезні переломи кісток, використання ударно-хвильової терапії в ортопедії і травматології, реконструктивно-відновні втручання на кістках і суглобах, артроскопія суглобів.
Автор понад 350 наукових праць, серед яких 2 монографії, 5 томів підручника з травматології літнього віку, 8 навчально-методичних посібників, 6 лекцій, 5 методичних рекомендацій, 9 інформаційних листів.
Має 11 авторських свідоцтв на винаходи, 4 свідоцтва про реєстрацію авторського права на твір.

## Патенти
1. Ключ-тримач для остеосинтезу довгих кісток, 15.01.2004;
2. Гвинт для остеосинтезу, 16.05.2005;
3. Спосіб кісткової пластики протрузійної вертлюжної западини при ендопротезуванні анкулозованого кульшового суглоба, 17.10.2015;
4. Гвинт для остеосинтезу, 15.02.2005;
5. Спосіб металоостеосинтезу переломів довгих кісток 15.06.2006;
6. Спосіб корекції поперечної плоскостопості, 15.08.2005;
7. Пристрій для формування кісткових аутотрансплантатів, 17.10.2005;
8. Спосіб остеосинтезу гвинтами, 25.12.2007;
9. Спосіб корекції поперечної плоскостопості, 25.02.2010;
10. Пристрій для остеосинтезу стегнової кістки, 27.09.2010;
11. Компресуючий пристрій для остеосинтезу, 25.10.2011;
12. Рашпіль для обробки кісток, 10.10.2011;
13. Спосіб металоостеосинтезу переломів довгих кісток, 15.06.2010;
14. Спосіб корекції поперечної плоскостопості, 15.08.2012;
15. Спосіб металоостеосинтезу перипротезних переломів стегнової кістки, 27.07.2015;
16. Спосіб металоостеосинтезу перипротезних переломів стегнової кістки, 27.04.2015;
17. Спосіб металоостеосинтезу перипротезних переломів стегнової кістки при зниженій мінеральній щільності кісткової тканини, 25.03.2016[5].

## Перелік ключових публікацій
1. О реабилитации детей после оперативного лечения врожден-ного вывиха бедра в условиях грязевого курорта. Журнал «Ортопед. травматол.», 1975, № 8, с.12-15
2. Лечение переломов костей в детском возрасте. Лекция, ЦОЛИУВ, М., 1978, 30с.
3. Диагностика кистовидного по-ражения головки бедра. Лекция, ЦОЛИУВ, М, 1979, 24с.
4. Комбинированная межвертель¬ная остеомия в лечении 2-3 ста¬дии кистовидного поражения головки бедра. Информац. листок, вып. 1/15 по «Ортопед. травматол.», Киев, 1980, 4с.
5. Отсроченный остеосинтез в ле-чении открытых диафизарных переломов. Информационный листок, вып. 1/58 по «Травматол. ортоп.», Киев, 1982, 3с.
6. Догоспитальная и специализи-рованная помощь пострадавшим при дорожно-транспортных происшествиях. Методические реко-мендации, Харьков, 1985, 23с.
7. Деформирующий артроз. Учебное пособие. М, ЦОЛИУВ, 1988, 79с.
8. Реабилитация детей с поражени¬ем органов опоры и движений в санаторно-курортных условиях. Монография, М., «Медицина», 1991, 270с.
9. Методические рекомендации по восстановительному лечению пациентов с повреждениями органов опоры и движений в специализированном отделении санатория на бальнеогрязевом курорте. Методические реко-мендации, Киев, 1992, 15с.
10. Реабилитация больных сколио¬зом в специализированном санатории. Метод, рекоменда-ции, Киев, 1993, 19с.
11. Травматологія літнього віку. Книга І. Підручник, Київ, 2003, «Сталь», 170с.
12. Навчально-методичний посібник з тестових питань по ортопедії і травматології. Київ, 2003, «Сталь», 112с.
13. Показання та техніка ендопротезування кульшового суглобу при переломах шийки стегнової кістки. Навчально-методичний посібник. Київ, 2004, «Плюс», 44с.
14. Реабілітація пацієнтів літнього і старечого віку з переломами шийки стегна після ендопротезування кульшового суглобу. Навчально-методичний посібник. Київ, 2004, «Плюс», 30с.
15. Травматологія літнього віку. Підручник, книга 2. Київ, «Друкар», 116с.
16. Травматологія літнього віку. Книга ІІІ, Підручник, Київ, 2006, «Друкар», 240с.
17. Травматологія літнього віку. Книга IV. Підручник, Київ, «Друкар». — 2007. — 272с.
18. Травматологія літнього віку. Книга V. Ушкодження тазового кільця і кульшової западини у людей літнього і старечого віку. Видавничий дім «Асканія», Київ, 2013.-428с.
19. Травматологія літнього віку. Книга ІІ. Видавництво третє, доповнене і перероблене. Видавничий дім «Асканія», Київ, 2014.-120с.

## Міжнародна співпраця
Кафедра співпрацює з міжнародним концерном БІОМЕТ у сфері впровадження сучасних технологій ендопротезування суглобів в Україні.
Проведено 2 базові цикли для лікарів ортопедів-травматологів України з ендопротезування кульшового і колінного суглобів.